# Justin Mylo
Emilio Behr, född den 7 november 1995 i Amsterdam, Nederländerna, bättre känd som Justin Mylo, är en nederländsk DJ och musikproducent. Han blev uppmärksammad efter sitt arbete på låten "Bouncybob" med Martin Garrix.

## Karriär
Som tonåring började Mylo att spela på klubbar som DJ. År 2015 arbetade han tillsammans med Martin Garrix på låten "Bouncybob", jämsides med Mesto. Mylo har spelat på flertal stora festivaler, några av dem är Ultra, Tomorrowland, World Club Dome samt SLAM!.

## Diskografi

### 2019
- Not Afraid

### 2018
- Rave Alert
- Burn Out - Plats 26 på Billboard top 100[4]
- Funky Freddy
- Live Like This
- Chasing Shadows

### 2017
- Paradigm
- Cheap Motel

### 2016
- Jumping Jack
- Groovy George

### 2015
- Bouncybob - Plats 28 på Billboard top 100[4]